# Castillo de Corullón
El Castillo de los Corullón se encuentra ubicado en Corullón, en la comarca de El Bierzo, provincia de León, Comunidad Autónoma de Castilla y León, España.

## Historia
Castillo construido como mansión y recreo por la familia Rodríguez de Valcarce en el siglo XIV, sobre un castro romano y una torre medieval. Posteriormente perteneció a la familia Álvarez Osorio "Condado de Lemos" hasta 1482 pasando después a manos de los Álvarez de Toledo. 
El Castillo pertenece en la actualidad a los descendientes de los Marqueses de Villafranca.

## Descripción arquitectónica
El conjunto que hoy se conserva, compone un recinto fortificado 41 × 23 metros.

### Torre Mayor o Torre del Homenaje
Construida sobre otra torre medieval anterior e incendiada y parcialmente derribada durante la segunda parte de las Revueltas Irmandiñas, durante la posesión por el Conde de Lemos.
Reconstruida por Pedro Álvarez Osorio, I conde de Lemos, al finalizar las revueltas, la torre actual es de grandes dimensiones —aproximadamente 20,5 metros de altura conservada y entre 10,40 y 12,60 metros de lado.

### Edificio Principal
El edificio conserva una altura máxima de 6,77 metros y una anchura mínima de 1 metros, aunque anteriormente pudo ser de más altura, como se ve en la actual Torre del Homenaje.